# Drugi zamek lewobrzeżny we Wrocławiu
Drugi zamek lewobrzeżny we Wrocławiu – relikty nieukończonej budowli z końca XIII w. znajdujące się we Wrocławiu, wzniesionej najprawdopodobniej przez księcia Henryka IV Prawego. Obecnie na części jego murów obwodowych opierają się ściany wrocławskiego Arsenału.

## Historia badań
Informacje o tym, że poza dwoma znanymi wrocławskimi zamkami (cesarskim i prawobrzeżnym) mógł istnieć lub przynajmniej być planowany jeszcze jeden, pojawiła się już w XVII w. Pierwszym autorem który wspomniał o obiekcie na terenie dzisiejszego Arsenału był prawdopodobnie Mikołaj Pol, który doszukiwał się w tym miejscu siedziby Krzyżaków powiązanej z pobliskim kościołem św. Barbary. Możliwość sprawdzenia tych hipotez pojawiła się z badaniami prowadzonymi w tym miejscu przez Jerzego Romanowa rozpoczętymi w 1979 roku i kontynuowanymi z przerwami w latach 1981 i 1992–94. W ich trakcie odkryto, że zewnętrzne ściany południowego skrzydła Arsenału posadowione zostały na znacznie wcześniejszym murze o nieco innym przebiegu. Zarówno różnice technologiczne jak i geometria odkrytych murów świadczyły o tym, że nie mogły być one zaprojektowane jako fundamenty Arsenału, lecz stanowiły pozostałość po wcześniejszej budowli. 
Kontynuacja badań w roku 1981 doprowadziła także do odkrycia usytuowanych w linii przylegającego do budynku muru miejskiego przypór przywodzących na myśl konstrukcję mostu lub przepustu. Dodatkowo w południowo wschodnim narożniku wewnątrz Arsenału odkryte zostały dwie wnęki ze strzępiami (jedna z nich została wyeksponowana i jest widoczna przy wejściu do najniższej kondygnacji pomieszczeń Muzeum Archeologicznego). Według Romanowa, wieża kwadratowa Arsenału także była elementem wcześniejszego założenia. Na podstawie tych badań powstała próba rekonstrukcji obiektu, przytoczona później przez Edmunda Małachowicza. Kontynuację badań rozpoczętych przez Romanowa przeprowadził zespół pod kierunkiem Piotra Kmiecika i Roberta Szweda w latach 2015–2020. W trakcie tych badań odkryto pozostałości fosy i mostu, a także biegnący łukowo fragment muru obwodowego dawnego zamku w południowo zachodnim narożniku Arsenału, a także pozostałości muru i wieży pod budynkiem dawnej apteki szpitala im. Babińskiego w północno wschodniej części badanego obszaru.

## Opis założenia

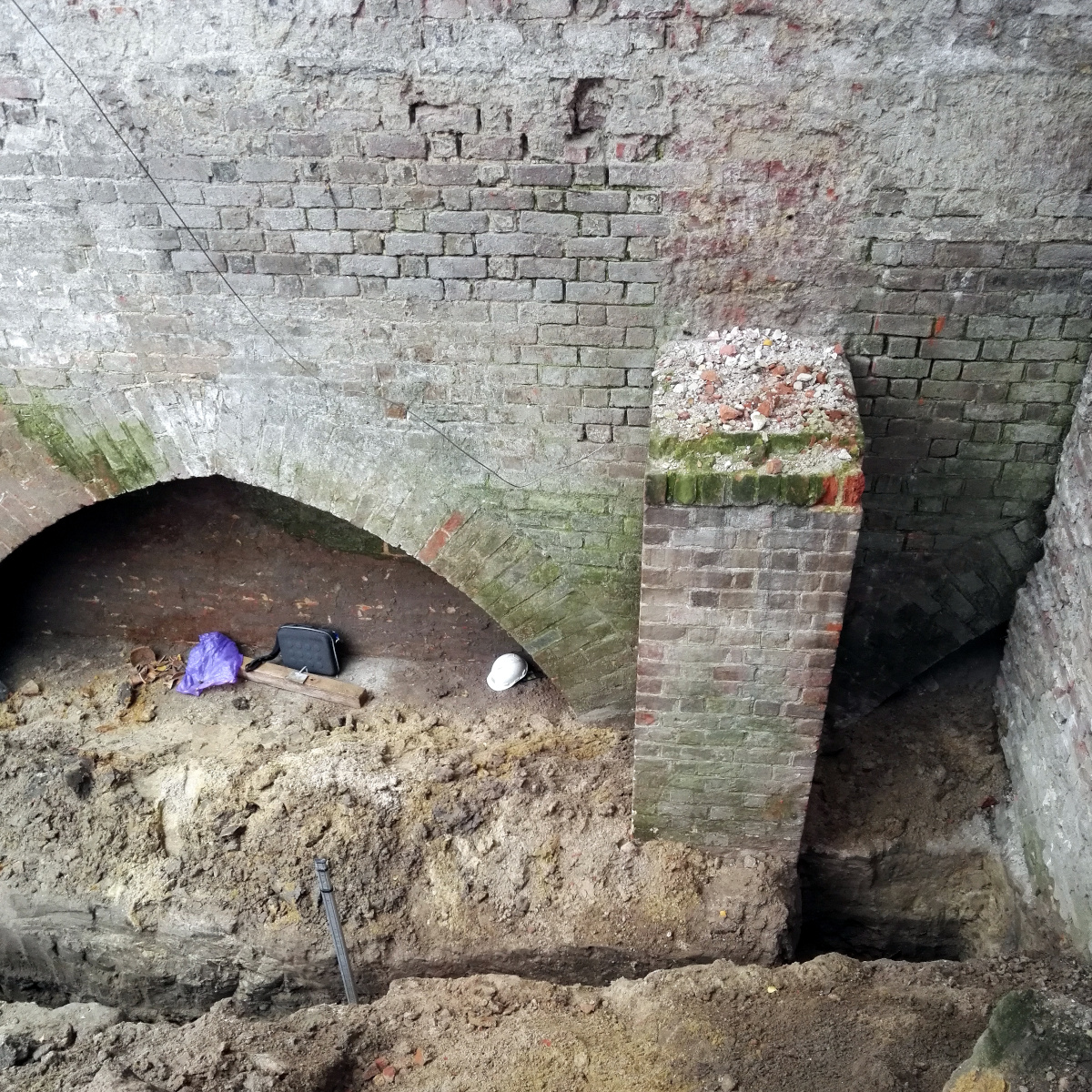
Widoczne odnalezione łęki i przypora interpretowane jako fragmenty mostu.

Drugi lewobrzeżny zamek wrocławski został zlokalizowany na wąskim cyplu powstałym między wewnętrzną (pierwszą) fosą miejską a nie istniejącym już zakolem Odry, na północny wschód od miasta. W ten sposób budowany zamek od zachodu i północy osłonięty był korytem Odry, od wschodu z kolei przylegał do pierwszej fosy miejskiej. Dzięki takiej lokalizacji stosunkowo krótkim przekopem biegnącym wzdłuż południowego skrzydła Arsenału, w przebiegu zbliżonym do dzisiejszej ul. Cieszyńskiego, można było osiągnąć całkowite otoczenie założenia zamkowego wodą. Decyzję o budowie najprawdopodobniej podjął książę Henryk IV Prawy, którego gwałtowna śmierć może tłumaczyć fakt porzucenia inwestycji. W chwili przerwania budowy wykonane były z pewnością dwie wieże: obecna wieża kwadratowa Arsenału, oraz wieża dawnej furty wodnej w północno wschodnim narożniku założenia (wyburzona prawdopodobnie w XVIII wieku, ale wcześniej w XIV w. włączona w drugą linię murów miejskich). Wykonana była także znaczna część murów obwodowych, z czego przynajmniej fragmenty do pełnej wysokości. Istniał także trójprzęsłowy most nad nowo przekopanym fragmentem fosy, a przynajmniej jego zachodnia, murowana ściana. Nie natrafiono na wschodnią część mostu, co może oznaczać, że nie została ona wykonana, lub też miała inną konstrukcję (np. drewnianą). Uzasadnia to także postawienie hipotezy, że odkryte łęki były w rzeczywistości przepustem - odrzuconej jednak przez badaczy jako nielogicznej.

## Późniejsze dzieje
Jedną z pozostałości po zamku jest funkcjonująca jeszcze kilkaset lat po zaniechaniu inwestycji nazwa "Burgfeld", odnosząca się do opisywanego obszaru. W XIV wieku część elementów założenia (dwie wieże, zachodnia ściana mostu) włączone zostały w nowo budowaną linię miejskich murów obronnych. W XV w. na zachowanych fragmentach południowego muru zamku posadowiono południowe skrzydło arsenału miejskiego (pierwotnie spichlerza).